# Дмитриева, Александра Матвеевна
Александра Матвеевна Дмитриева (24 сентября 1909 — ?) — звеньевая колхоза «Климатино» Ораниенбаумского (Ломоносовского)района Ленинградской области, Герой Социалистического Труда.
Родилась 24 сентября 1909 года в деревне Климатино Ораниенбаумского уезда (сейчас — Ломоносовский район Ленинградской области) в многодетной семье безземельного крестьянина, в которой была 12-м ребёнком.
С 12-летнего возраста батрачила у кулаков, затем работала в хозяйстве отца, которому выделили надел из бывшей помещичьей земли. В 1930 году вместе с родителями вступила в колхоз «Климатино», где работала до немецкой оккупации.
После освобождения Ораниенбаумского района участвовала в восстановлении колхоза.
В 1946 г. возглавила полеводческое звено, которое стабильно получало высокую урожайность зерновых культур. В 1947 году её звено получило 30,7 центнера пшеницы с гектара на площади 8 га.
Указом Президиума Верховного Совета СССР от 30 марта 1948 года за получение высоких урожаев пшеницы при выполнении колхозом обязательных поставок и натуроплаты за работу МТС в 1947 году и обеспеченности семенами зерновых культур для весеннего сева 1948 года присвоено звание Героя Социалистического Труда.
С 1964 г. на пенсии. Жила в деревне Климатино Ломоносовского района (зимой - у сына в Ленинграде). Дата смерти не выяснена.
Сочинения:
- Дмитриева, А. М. Как я получила 182 пуда пшеницы с гектара. (Рассказ звеньевой колхоза «Климатино» Ораниенбаумск. района Ленингр. обл.) В сб: За высокую культуру сел. хоз-ва. Вып. 1. Л., 1948.